# Florian Neuhold
Florian Neuhold (* 6. Juli 1993 in Frankfurt am Main) ist ein ehemaliger österreichischer Fußballspieler.

## Karriere

### Verein
Florian Neuhold ist in Weinitzen bei Graz aufgewachsen und spielte seit frühem Kindesalter beim Jugend Sportverein in Mariatrost Fußball. Im Jahr 2004 wechselte er, obwohl er bekennender Fan des SK Sturm war, aufgrund der einfacheren Anreise zum GAK. Trotz zahlreicher Angebote, auch aus dem Ausland, blieb er bis 2008 beim GAK und wechselte dann doch zum Stadtrivalen Sturm Graz.
In der Saison 2009/10 war der Defensiv-Allrounder bereits in der U19 Mannschaft der Sturm Akademie gesetzt, obwohl er noch in der U17 hätte spielen können und feierte schon am 2. Oktober 2009 sein Debüt im Amateurteam des SK Sturm. Im April 2010 spielte der großgewachsene Jungstar bei einem Freundschaftsspiels erstmals mit der Kampfmannschaft. Nachdem er sich im Jahr darauf zum Abwehrchef des Amateurteams mauserte, kam die Einberufung in den Profikader für die Saison 2011/12 wenig überraschend. Am 26. Juni 2011 gab Florian Neuhold, im Zuge des Champions-League-Qualifikationsspiels gegen FC Zestafoni sein Pflichtspieldebüt in der Kampfmannschaft.
Im Winter 2013 wechselte Neuhold zum SCR Altach in die zweithöchste österreichische Spielklasse und war dort einige Zeit lang Stammspieler. Als der SCR Altach in die Bundesliga aufstieg, stellte man ihm jedoch frei, den Verein zu verlassen. IM Sommer 2014 wechselte Neuhold zum LASK Linz, der in der Vorsaison in die zweite Spielklasse aufgestiegen war.
Am 15. Juni wechselte Florian Neuhold zurück in die österreichische Bundesliga zum FC Admira Wacker Mödling.
Im Februar 2016 wurde er an den Zweitligisten SK Austria Klagenfurt weiterverliehen.
Im September 2016 wechselte er, nachdem sein Vertrag beim LASK nicht verlängert worden war, nach Deutschland in die zweite Mannschaft von Eintracht Braunschweig, bei denen er einen bis Juni 2017 gültigen Vertrag erhielt.
Zur Saison 2017/18 schloss er sich dem Drittligisten FC Rot-Weiß Erfurt an, bei dem er einen bis Juni 2019 gültigen Vertrag erhielt. Bereits im Sommer 2018 zog er sich aus dem aktiven Fußballsport zurück.

### Nationalmannschaft
Sein erstes Spiel in einer Nationalmannschaft machte Florian Neuhold am 14. Oktober 2008 bei einem U16 Freundschaftsspiel gegen Tschechien. Er durchlief alle Jugendnationalteams des ÖFB, bis zur U19 war er dabei auch stets Kapitän.